# Kaldeen
Kaldeen, även Kaldéen (latin: Chaldœa), var ett område i sydöstra Mesopotamien, nämnt som Abrahams hemland. Gamla testamentets Kasdim är hebreiskans uttryck för kaldéer eller babylonier. Kaldeen omfattade egentligen från början södra Babylonien men kom efter hand att bli synonymt med hela Babylonien.

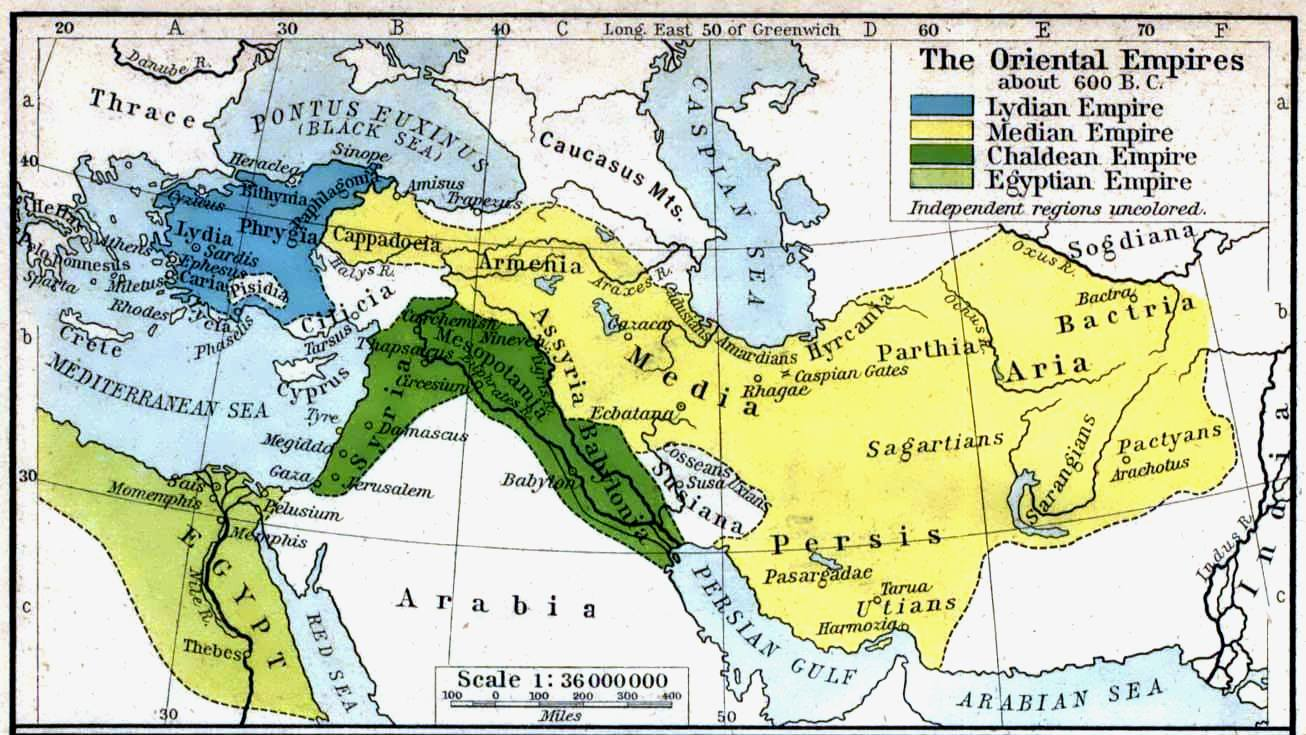
Kaldeiska imperiet omkring 600 f.Kr.

Kaldéerna var ett semitiskt folk som efter 11:e århundradet f. Kr. västerifrån trängt in i Babylonien där de bosatt sig under egna furstar. De var delade på en mängd småstater vilkas furstar ständigt försökte att komma i besittning av de gamla babyloniska residensstäderna, särskilt Babylon och var i ständiga strider med Assyrien. Efter att ofta ha slagits tillbaka nådde de slutligen sitt mål 626 f.Kr. då en kaldeisk dynasti med Nabu-apla-usur, Nabopolassar, besteg Babylons tron. Nabopolassar lyckades skapa en allians med mederna, mot Assyrien och år 612 f.Kr. föll den assyriska huvudstaden Nineve i alliansens händer. Det assyriska riket upplöstes när de sista resterna av assyrier besegrades i Harran 609 f.Kr. och Assyriens besittningar i Syrien och Juda rike tillföll Babylonien. 
På grund av kaldéernas maktställning i Babylonien kom detta land i senare tid att benämnas Kaldeen och dess invånare i allmänhet kaldéer. Det kaldeiska rikets gränser växlade och på höjden av sin makt nådde det till Armenien i norr, Mediens berg i öster, Persiska viken, Arabiens och Afrikas öknar i söder och Medelhavet i väster.
Den persiske kungen Kyros II marscherade mot Babylon år 539 f.Kr. och den välbefästa staden intogs utan strid. Landet blev därefter en del av Perserriket.
I antikens Rom blev namnet kaldé (chaldœus) liktydigt med astrolog och spåman, eftersom astrologin hade sitt hemland i Babylonien och dess representanter i Rom oftast var österlänningar.